# 싸이언 비키니
싸이언 비키니(CYON Bikini)는 LG전자가 2008년 5월 15일에 출시한 피처 폰이다.

## 세부 모델
세무 모델과 각 모델별 차이는 아래와 같다.
| 모델명    | 통신사     | 통신 방식    |
| --------- | ---------- | ------------ |
| LG-SH640  | SK텔레콤   | HSDPA        |
| LG-KH6400 | KT         | HSDPA        |
| LG-LH6400 | LG유플러스 | EV-DO Rev. A |

## 같이 보기
- LG KF600